# Cormeray
Cormeray település Franciaországban, Loir-et-Cher megyében. Lakosainak száma 1568 fő (2022. január 1.). Cormeray Cellettes, Cheverny, Chitenay, Fresnes és Le Controis-en-Sologne községekkel határos.

## Népesség
A település népességének változása:
| Lakosok száma | 650  | 781  | 917  | 1291 | 1552 | 1569 | 1560 | 1550 | 1553 | 1568 |
|               | 1968 | 1982 | 1990 | 2006 | 2013 | 2015 | 2017 | 2019 | 2020 | 2022 |